# Letana intermedia
Letana intermedia är en insektsart som beskrevs av Sigfrid Ingrisch 1990. Letana intermedia ingår i släktet Letana och familjen vårtbitare. Inga underarter finns listade i Catalogue of Life.